# Vito Carmelo Colamonico
Vito Carmelo Colamonico, alla nascita Colamonaco (Acquaviva delle Fonti, 27 luglio 1882 – Napoli, 31 dicembre 1973), è stato un geografo italiano.

## Biografia
Nacque ad Acquaviva delle Fonti, nel borgo antico nei pressi della chiesa di Sant'Agostino, il 27 luglio 1882. Figlio di Ottavio Colamonaco e Maria Paola Del Giudice.
Da adolescente frequentò le classi ginnasiali a Gioia del Colle avendo come professore di Lettere lo storico meridionalista Antonio Lucarelli. Si laureò in Lettere nell'università di Napoli nel 1905 con una tesi sulla geografia pugliese. Durante gli anni universitari divenne il pupillo del professore Filippo Porena, uno dei più illustri geografi del tempo che lo incoraggiò per la sua grande vivacità d'ingegno.
Ritornato da Napoli, partecipò attivamente alla vita sociale e politica della cittadina, diventando assessore alla Pubblica Istruzione.
Insegnò nel Ginnasio di Gioia del Colle e negli Istituti Tecnici di Bari, Foggia e Napoli.
Nel 1922 vinse il concorso e ottenne la cattedra di Geografia Economica nell'Istituto Superiore di Scienze economiche e Commerciali di Bari (divenuta la facoltà di Economia dell'Università di Bari).
Il 15 ottobre 1923 sposò Anna Maria Pellerano dalla quale ebbe due figlie, Maria e Caterina e si stabilì a Cassano delle Murge.
Nel 1927 si trasferì a Napoli dove ottenne presso l'Università la cattedra di Geografia che mantenne fino al 1952 e per dieci anni fu anche preside della facoltà di Lettere.
Contestualmente insegnò Geografia Coloniale presso l'Istituto Orientale di Napoli e nell'Istituto Universitario “Suor Orsola Benincasa”. Tra il 1947 e il 1954 fu membro del Consiglio nazionale della pubblica istruzione, diventò Presidente dell'Accademia Pontaniana e (dal 1963) socio dell'Accademia Nazionale dei Lincei, divenne Socio d'Onore della Società Geografica Italiana, dell'Accademia Pugliese delle Scienze e della Società Nazionale delle Scienze, Lettere ed Arti a Napoli, fu collaboratore dell'Istituto della Enciclopedia Italiana Treccani, ricoprì la carica di Direttore del Centro di Geografia Economica del Consiglio Nazionale delle Ricerche. Fu inoltre Presidente del Comitato Nazionale per la Carta della utilizzazione del suolo d'Italia, fu in seguito Direttore dell'Osservatorio Meteorologico di Bari; inoltre, tra il 1963 e il 1965 fu membro del Consiglio Superiore delle Accademie e delle Biblioteche. Continuò la sua attività di ricercatore fino al 1971 per poi morire il 31 dicembre 1973. Il suo corpo è sepolto presso il cimitero di Cassano delle Murge in una cappella privata.

## Attività scientifica
Nel 1908, all'età di 25 anni, iniziò a pubblicare opere geografiche editando "Studi corologici sulla Puglia".
Nel 1910 partecipò al VII Congresso Geografico Italiano a Palermo dove si fece notare per aver esposto i suoi primi studi sulla morfologia carsica e sull'idrografia sotterranea pugliese.
Studiò il fenomeno idrogeologico in Puglia e raccolse l'esito del suo studio nell'opera "Le acque sotterranee in Puglia" pubblicato nel 1913. Dopo due anni pubblicò una corposa monografia titolata "La pioggia in Campania" nelle "Memorie geografiche" dirette da G. Dainelli, frutto dei suoi studi sulle precipitazioni della regione campana.
Cominciò ad occuparsi anche di cartografia arrivando a pubblicare, nel 1921, ”Gli appunti storici sulla cartografia della Puglia”.
Si occupò anche di Geografia agraria ed economica pubblicando un articolo sulla distribuzione delle culture nella provincia barese nel 1922.
Nel 1926 terminò i suoi studi, cominciati nel 1916, sulla morfologia carsica del terreno pugliese durante i quali aveva preso in esame il Pulo di Altamura, il Pulicchio di Gravina, Gurio Lamanna e altre forme carsiche della Murgia. Nello stesso anno scrisse il capitolo introduttivo sul fenomeno carsico, argomento del suo studio, per il volume “Duemila grotte” pubblicato dal Touring Club Italiano.
Nel 1930 per la prima volta organizzò a Napoli l'XI Congresso Geografico Italiano e pubblicò quattro volumi di atti. Dal 1932 cominciò a studiare le varie forme di abitazione presenti sulla murgia facendo notare l'importanza della frequenza delle precipitazioni per l'insediamento umano.
Nel 1939 illustrò la più antica carta regionale della Puglia pubblicata nel 1567 da Giacomo Gastaldi.
L'opera collettiva più importante, di cui fu Direttore per incarico del CNR è stata la pubblicazione della “Carta agraria di utilizzazione del suolo d'Italia” nel 1956, la quale comprende 26 fogli a grande scala descritti in 18 volumi di Memorie che mettono in evidenza la copertura vegetale del territorio italiano. Tale opera ebbe risonanza internazionale tanto che Vito Carmelo la relazionò in congressi geografici internazionali tenuti a Stoccolma e a Washington acquisendo notorietà nel mondo.
Fu molto sensibile ai problemi della didattica e dette ad essa un ricco contributo personale elaborando "Le carte geografiche" e "Le carte storiche" nel 1942 e libri sulla didattica, come "Lezioni di geografia fisica" scritto nel 1948 o "Sommario di storia della geografia" edito nel 1956. Inoltre scrisse libri di testo che furono molto apprezzati e adottati nelle scuole medie superiori.
Organizzò anche il XVII Congresso Geografico Italiano a Bari durante il 1957, mentre tra il 1925 e il 1960 pubblicò importanti studi sulla distribuzione geografica delle colture concludendoli con quello che può considerarsi il suo più significativo contributo: la Memoria illustrativa della carta della utilizzazione del suolo della Puglia (1960).
Nei suoi 65 anni di studi pubblicò oltre 200 opere dedicate al Mezzogiorno d'Italia e in particolare al carsismo e alla relativa idrografia sotterranea.

## Opere e pubblicazioni
- Studi corologici sulla Puglia, 3 Vol, Bari, 1908-1915;
- La ricerca dell'acqua potabile in Puglia, in Corriere della Puglia, Bari, 19 luglio 1909;
- Per la conoscenza della idrografia sotterranea in Puglia, in Atti del VII Congresso Geografico Italiano, Palermo, 1911 pp. 232–245;
- Le acque sotterranee in Puglia, in Bollettino della Società geografica italiana, sezione 5, II, Roma, 1913 pp. 364–380, 527-541;
- La pioggia nella Campania, Firenze 1915;
- La distribuzione della popolazione nella Puglia centrale e meridionale secondo la natura geologica del suolo in Bollettino della Società geografica italiana, V, 1916, pp. 201–234, 274-305, 403-429;
- La piovosità della Terra d'Otranto in Bollettino della Società geografica italiana, VI, 1917, pp. 509–537;
- Carmelo Colamonico, Il pulo di Altamura [collegamento interrotto], in Mondo Sotterraneo, Udine, Tipografia Domenico Del Bianco, 1917. URL consultato il 14 febbraio 2018.
- Zone di piovosità e densità di popolazione nella provincia di Lecce, in Rivista geografica italiana, XXIV, 1917, pp. 161–180;
- Carmelo Colamonico, Il pulicchio di Gravina, in Rivista geografica italiana, XXIV, IX-X, Firenze, Tipografia di M. Ricci, 1917,  pp. 358-365. URL consultato il 14 febbraio 2018.
- Le conche carsiche di Castellana in Terra di Bari, in Bollettino della Società geografica italiana, VI 1917, pp. 693–713, 827-843;
- Un cinquantennio di osservazioni pluviometriche a Bari in Bollettino della Società geografica italiana, VII, 1918, pp. 99–113;
- La distribuzione della popolazione della Puglia secondo la distanza dal mare in Bollettino della Società geografica italiana, VI, 1918, pp. 373–391, 597-622, 760-780;
- Carmelo Colamonico, Il bacino carsico di Gurio Lamanna nelle Murge alte, in Mondo sotterraneo, XIII, Udine, Tipografia Domenico Del Bianco, 1917. URL consultato il 14 febbraio 2018.
- Il "gurgo" di Andria in Bollettino della Reale Società geografica italiana, serie V, vol. VIII, anno LIII, vol. LVI, Roma 1919, pp. 225-229;
- I fenomeni carsici del "Cavone" nelle Murge di Spinazzola in Bollettino della Reale Società Geografica Italiana, serie V, vol. VII, anno LIII, Vol. LVI, Roma 1919, pp. 42-47;
- Il pulicchio di Toritto e la genesi dei puli nel Barese in Bollettino della Società Geografica Italiana, VIII, 1919, pp. 578–595;
- Le doline murgiane in La Geografia, III, 1920, pp. 212–220;
- Appunti storici sulla cartografia della Puglia in Bollettino della Società geografica italiana, sezione 5, X, 1921, pp. 295–326, pp. 457–465;
- La geografia della Puglia: profilo monografico regionale, Bari, 1923;
- Aspetti del carsismo in Puglia: le Murge di Cassano in Annuario dell'Istituto superiore di scienze economiche e commerciali di Bari, 1923-1924, pp. 1–54;
- Note geografiche sul Gargano in Annuario dell'Istituto superiore di scienze economiche e commerciali di Bari, 1925 pp. 1–14;
- La distribuzione delle culture nel Barese in Bollettino della Società geografica italiana, sezione 6, II, 1925, pp. 12–34;
- La geografia della Puglia, 2ª edizione, Bari, 1926;
- Aspetti del carsismo in Puglia, Bari, 1926;
- La più antica carta regionale della Puglia in Iapigia, X, 1939 pp. 145–185;
- La carta del Regno di Napoli della libreria della Stella e la sua fonte principale in L'Universo, XXIII, 1942, pp. 169–179;
- Geografia fisica, Napoli, 1945;
- Sommario di storia della geografia, Napoli, 1946;
- Alcune caratteristiche del carsismo pugliese in Rend. di Accademia di Scienze fisiche e matematiche di Napoli, sezione 4, XVIII, 1951 pp. 264–267;
- Per la carta di utilizzazione del suolo d'Italia, in Memorie di geografia economica, VII, 1952, pp. 5–66;
- La geografia nelle scuole secondarie, Napoli, 1956;
- Aspetti geologici e geografici del Salento in Studi salentini, I, 1956, pp. 11–19;
- La scala esterna dell'abitazione di un centro agricolo delle Murge in Studi geografici pubblicati in onore del prof. R. Biasutti, Firenze, 1958, pp. 87–99;
- Memoria illustrativa della carta della utilizzazione del suolo della Puglia, Roma, 1960;
- Esplorazione e scoperte geografiche in Storia universale, V, I Milano, 1962, pp. 545–593;
- Insegnamento della geografia in Un sessantennio di ricerca geografica italiana, Roma, 1964, pp. 7–32;
- La carta della utilizzazione del suolo d'Italia sta per essere ultimata in Atti del XX Congresso geografico italiano, IV, Roma, 1967, pp. 43–48;
- La casa rurale in Puglia in Ricerche sulle dimore rurali in Italia, XXVIII, Firenze, 1970, pp. 1–14, 143-182;
- La geografia agraria delle regioni italiane in Bollettino della Società geografica italiana, sezione 9, XII, 1971, pp. 593–604;